# Cá voi mõm khoằm Arnoux
Cá voi mõm khoằm Arnoux, tên khoa học Berardius arnuxii, là một loài động vật có vú trong họ Ziphiidae, bộ Cetacea. Loài này được Duvernoy mô tả năm 1851.

## Hình ảnh

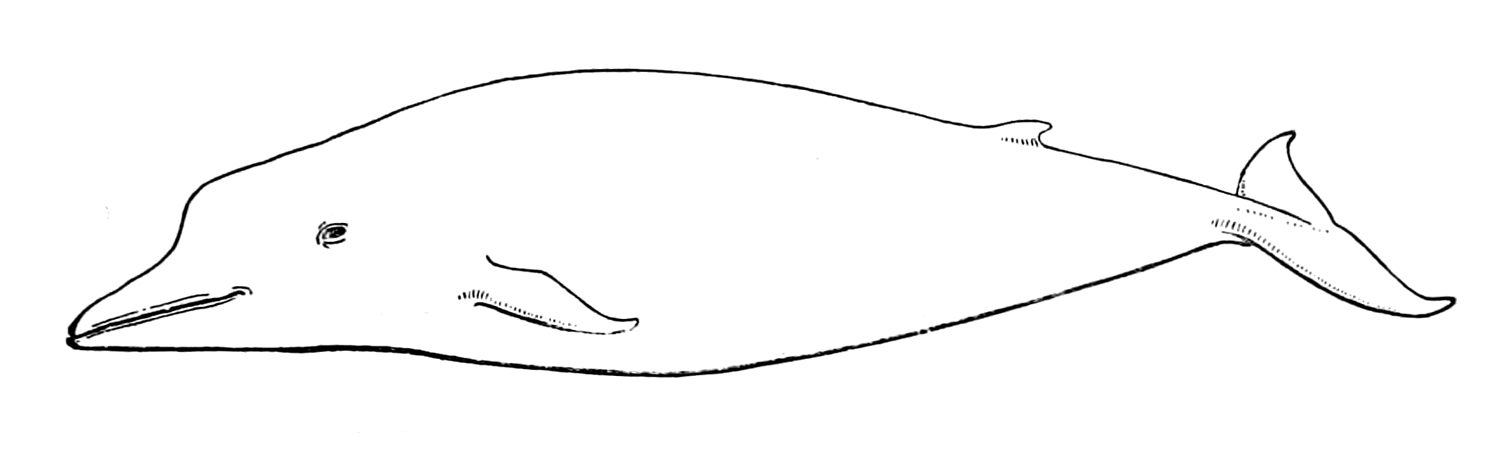
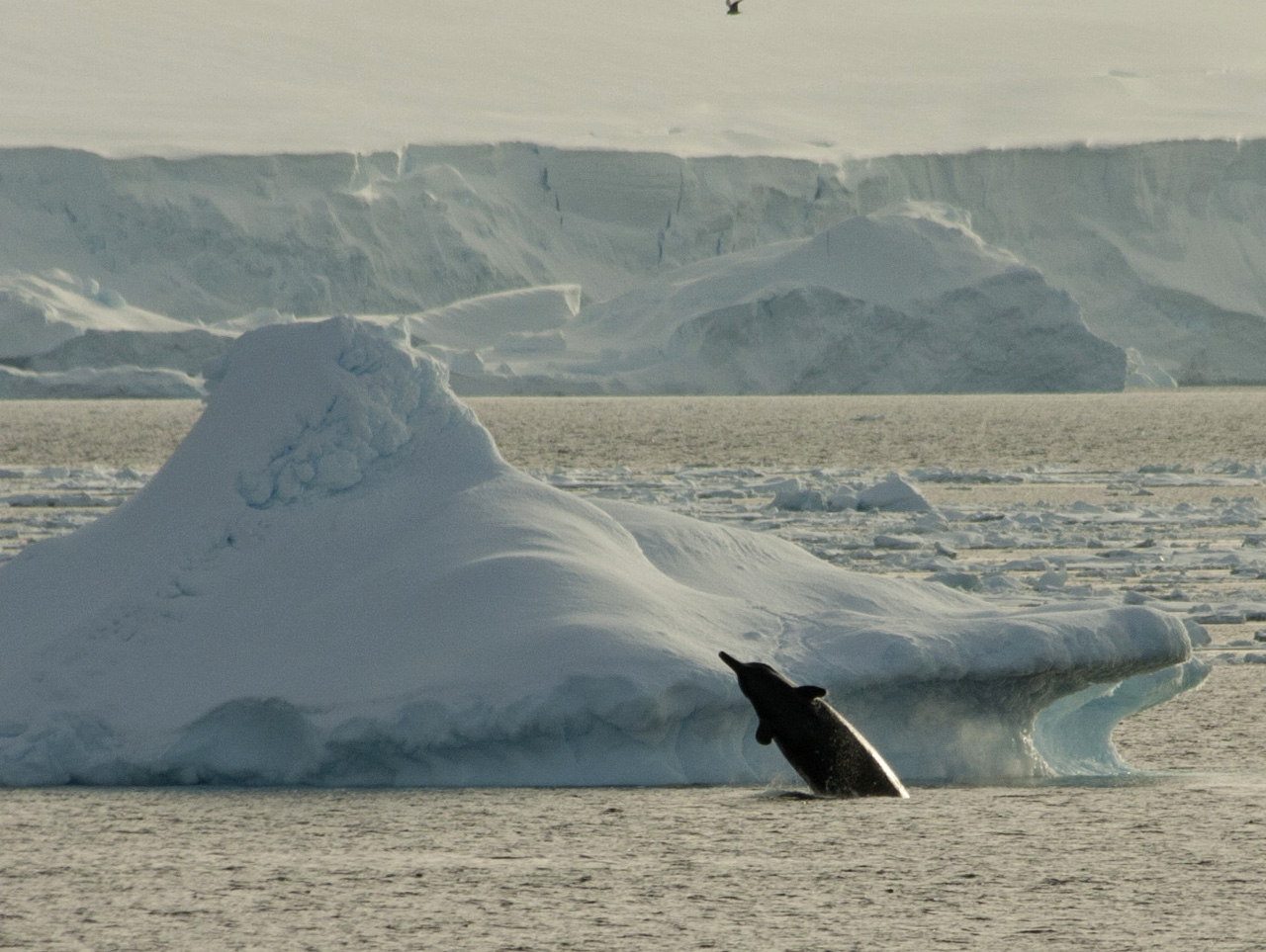
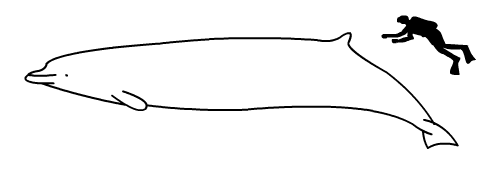